# Liudian (socken i Kina, lat 34,09, long 112,57)
Liudian (kinesiska: 刘店, 刘店乡) är en socken i Kina. Den ligger i provinsen Henan, i den centrala delen av landet, omkring 120 kilometer sydväst om provinshuvudstaden Zhengzhou.
Genomsnittlig årsnederbörd är 686 millimeter. Den regnigaste månaden är september, med i genomsnitt 132 mm nederbörd, och den torraste är januari, med 6 mm nederbörd.